# Брилли-Пери, Гастоне

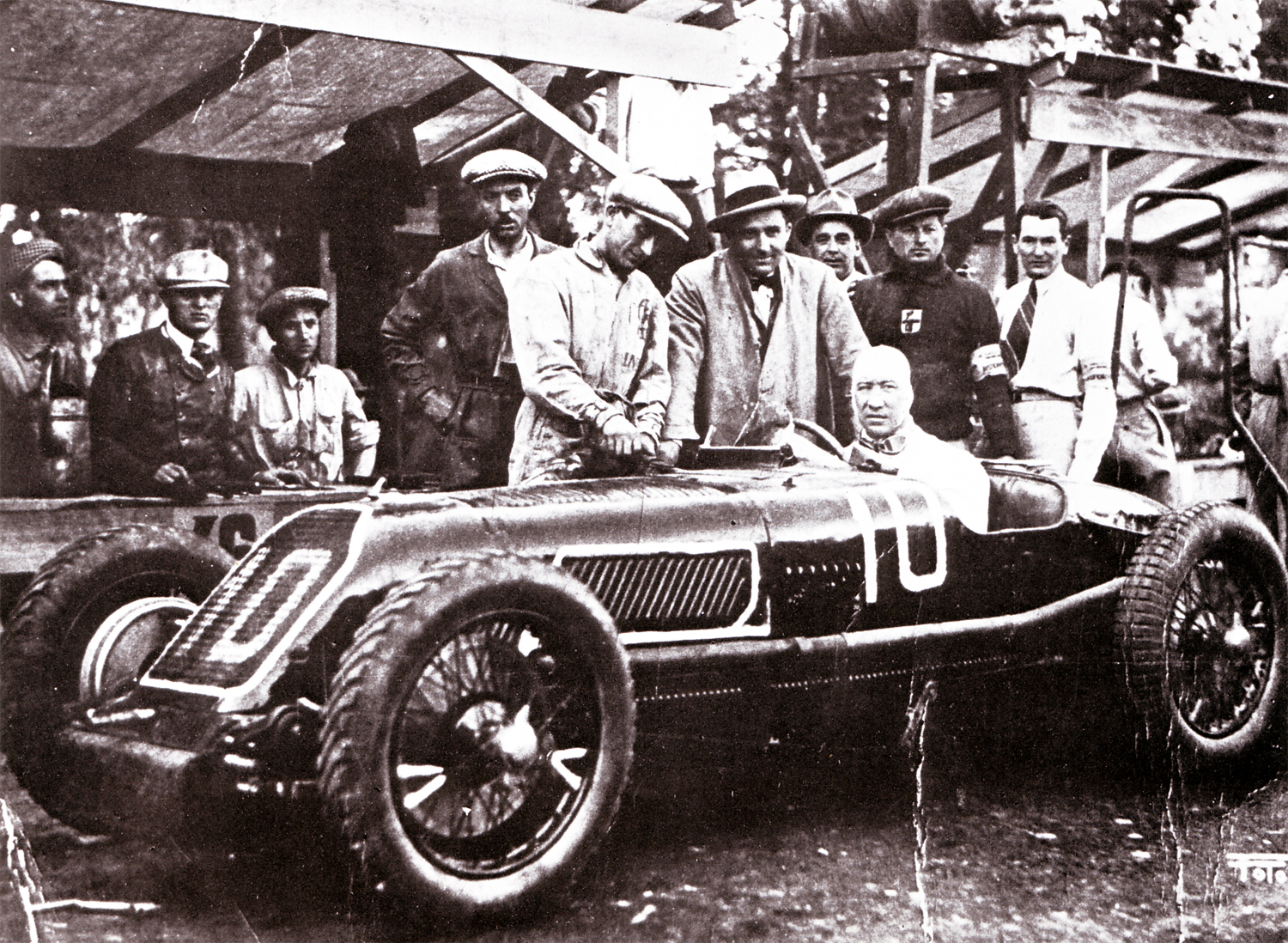
Брилли-Пери на Talbot

Гастоне Брилли-Пери (итал. Gastone Brilli-Peri; 24 марта 1893, Флоренция — 22 марта 1930, Триполи) — итальянский автогонщик, который выиграл Гран-при Италии 1925 года на Alfa Romeo P2, принёсшей первый вступительный Кубок конструкторов автомобилей для Alfa Romeo. Он был известен просто как «Брилли», так как его лицо было частично в шрамах после аварии в мотоциклетной гонке на Туре Италии. В роли гоночного шлема он использовал баскский берет, который сегодня в Италии называется brilliperi.
Брилли-Пери стал гонщиком после Первой мировой войны. В 1925 году на Alfa Romeo P2 он выиграл свой первый Гран-при в Монце. В 1929 году, также на Alfa Romeo P2, он побеждает на трассе в Кремоне и на Гран-при Триполи в Итальянской Ливии.

## Смерть
Брилли-Пери погиб в 1930 году во время тренировочных субботних заездов на своём шестом Гран-при Триполи. Свободные заезды были запланированы с 11 до 15 часов. Брилли-Пери хорошо знал эту трассу и мог легко выиграть гонку, но он отправился на пробный заезд на автомобиле своей команды — Scuderia Materassi.
Сначала он сделал один пробный круг, потом передал автомобиль своему напарнику Клементе Биондетти, у которого возникли проблемы с карбюратором. После он проехал ещё один круг на машине Биондетти и сел на свой Talbot, чтобы проехать ещё один. Однако в ходе второго круга он попал в сильнейшую аварию рядом с деревней Suq al Jum’ah (также известной как Suk el Giuma или Sugh el Giumaa (سوق الجمعة)). По свидетельствам очевидцев, около 12:50 гонщик проходил резкий быстрый левый поворот, когда машина подпрыгнула на неровности поверхности трассы. Брилли-Пери потерял управление, был выброшен из автомобиля и погиб на месте. Первый заезд гонки, проводившейся среди малолитражек, выиграл Биондетти, финал — Баконин Борцаккини на Maserati.
Брилли-Пери умер в возрасте 37 лет. Сегодня стадион рядом с его родным городом Монтеварки назван в его честь. Итальянская актриса Нэнси Брилли — племянница Гастоне Брилли-Пери.